# Carlos "Tabaco" Quintana
Carlos Quintana (Caracas, 15 de septiembre de 1943-Caracas, 30 de mayo de 1995), apodado «Tabaco», fue un bongosero y cantante venezolano. Fue integrante de dos grandes agrupaciones de salsa conocidas, el Sexteto Juventud y Tabaco y sus Metales, última del cual fue fundador.

## Biografía
Se empezó a formar como músico en las esquinas de San José. La juventud lo llevó de la mano con la salsa brava callejera, la de la rebelión de los trombones de Palmieri y Mon Rivera y del sonido castinglés del sexteto de Joe Cuba.
Su apodo lo ganó por su estatura: era tan alto que comenzaron a llamarlo «tabaquito». Cuando trabajó de limpiabotas, al terminar su labor, iba corriendo a encontrarse con su gran pasión, la música. Según él, salía sin perder tiempo hacia la zona del 23 de Enero en Caracas para escuchar los ensayos de un grupo que estaba naciendo y alejarse de su ardua faena.
Con el tiempo, Carlos Quintana fue conociendo cada uno de los integrantes de la agrupación hasta que en 1963, teniendo apenas 20 años de edad, fue recomendado por su amigo Elio Pacheco a Olinto Medina, el líder de esa banda. Olinto se disponía a ensayar Guasancó y el cantante con que contaban no llegó al tono. Probaron con Quintana y la recomendación de Elio surtió efecto: "Tabaco" hizo lo suyo, muy bien. Así el Sexteto Juventud tuvo nueva voz y algo más, porque Carlos Quintana se pudo pasear por todos los instrumentos de la agrupación.